# Cornelia Pröll
Cornelia Pröll, née le 21 janvier 1961 à Kleinarl, est une ancienne skieuse alpine autrichienne.
Elle est la sœur cadette de la grande championne Annemarie Moser-Pröll.

## Coupe du monde
- Meilleur résultat au classement général : 16e en 1981
  - 1 victoire : 1 descente

### Saison par saison
- Coupe du monde 1979 :
  - Classement général : 36e
- Coupe du monde 1980 :
  - Classement général : 27e
- Coupe du monde 1981 :
  - Classement général : 16e
    - 1 victoire en descente : Pfronten
- Coupe du monde 1982 :
  - Classement général : 46e